# Soneto 14

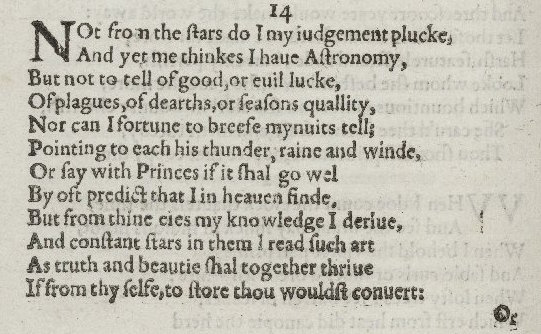
Retazo del Soneto 14

| Soneto 14 |
| --- |
| Not from the star do I my judgment pluck, And yet methinks I have Astronomy, But no to tell of good, or evil luck, Of plagues, of dearth, or season's quality; Nor can I fortune to brief minutes tell, Pointing to each his thunder, rain, and wind. Or say wich Princes if it shall go well By oft predict that I in heaven find. But from thine eyes my knowledge I derive, And constant stars in them I read such art As truth and beauty shall together thrive If from thyself, to store thou wouldst convert: Or else of thee this I prognosticate, Thy end is Truth's and Beauty's doom and date. |
| –William Shakespeare |

El Soneto 14 es uno de los 154 sonetos escritos por el dramaturgo y poeta inglés William Shakespeare. Está considerado como uno de los sonetos shakespearianos sobre la procreación dentro de la secuencia dedica al Fair Youth.

## Traducción
Yo no tomo mi juicio, mirando las estrellas,

sin embargo, me creo un buen maestro astrólogo,

mas no para decir, la mala o buena suerte,

las plagas o las muertes o el clima de un periodo.

Tampoco predecir en breve la fortuna,

diciendo a cada uno, su trueno, lluvia o viento,

o predecir al príncipe si todo saldrá bien,

con frecuentes presagios que yo encuentro en el cielo.

Tan sólo de tus ojos dimana mi saber

y en esas dos estrellas, siempre leo tal arte,

que verdad y belleza, florecerán a un tiempo

el día que tú quieras, ser guardián de ti mismo.

Si no, de ti, con pena, esto te pronostico:

Tu fin será también, el fin de la Belleza.